# Барту, Луи
Жан-Луи́ Барту́ (фр. Jean Louis Barthou; 25 августа 1862[…], Олорон-Сент-Мари — 9 октября 1934[…], Марсель) — французский политик и государственный деятель периода Третьей республики.

## Биография
Родился в семье торговца скобяными товарами. Получил юридическое образование, но очень скоро включился в политику.
Впервые был избран во французский парламент в 1889 году. С 1894 года Барту занимает различные министерские посты, а с 22 марта по 9 декабря 1913 года был премьер-министром Франции.
В 1921—1922 годах военный министр Франции. Руководил французской делегацией на Генуэзской конференции. В 1923—1926 годах был председателем Репарационной комиссии. В 1926—1929 годах министр юстиции Франции.
Несмотря на консервативные взгляды, в условиях нарастания угрозы гитлеровской агрессии выступил активным сторонником совместной с Советским Союзом политики коллективной безопасности вместе с наркомом внешних дел СССР Максимом Литвиновым, который так вспоминал о своём визави: «Его публичные выступления отличались прямотой, серьёзностью и убедительностью. Он не прибегал к дипломатическим фразам в ущерб смыслу и ясности своих выступлений… Благодаря его уму, остроумию и всестороннему образованию беседы с ним доставляли всегда истинно эстетическое наслаждение». Барту был ключевой фигурой в разработке Франко-советского договора о взаимопомощи, который был подписан в 1935 году уже его преемником Пьером Лавалем.
9 февраля 1934 года вступил в должность министра иностранных дел, но был убит в Марселе 9 октября 1934 года вместе с югославским королём Александром I.
Перу Барту принадлежит ряд исследований о Ламартине, Мирабо, Бодлере, Вагнере и др. Был известным библиофилом.

## Убийство
Будучи министром иностранных дел, Барту встречал югославского короля Александра I во время его посещения Марселя в октябре 1934 года. 9 октября Александр был убит болгарским революционером Владо Черноземским, который, в свою очередь, был убит полицейскими. Барту был ранен и вскоре умер от потери крови. Долгое время считалось, что Барту погиб от рук Черноземского, но в 1974 году судебно-медицинская экспертиза установила, что пуля, попавшая в него, была не 7,63 мм (как у Черноземского), а калибра 8 мм, которые использовались полицейскими.

## Министерство Барту 22 марта — 9 декабря 1913
- Луи Барту — председатель Совета Министров и министр общественного развития и искусств;
- Стефан Пишон — министр иностранных дел;
- Эжен Этьен — военный министр;
- Луи Люсьен Клоц — министр внутренних дел;
- Шарль Дюмон — министр финансов;
- Анри Шерон — министр труда и условий социального обеспечения;
- Антони Ратьер — министр юстиции;
- Пьер Боден — морской министр;
- Этьен Клементель — министр сельского хозяйства;
- Жан Морель — министр колоний;
- Жозеф Тьерри — министр общественных работ;
- Альфред Массе — министр торговли, промышленности, почт и телеграфов.